# آشناآباد (ارومیه)
آشناآباد (ارومیه)، روستایی از توابع بخش مرکزی شهرستان ارومیه در استان آذربایجان غربی ایران است.

## جمعیت
این روستا در دهستان روضه‌چای قرار دارد و براساس سرشماری مرکز آمار ایران در سال ۱۳۸۵، جمعیت آن ۳۳۵ نفر (۱۰۰ خانوار) بوده‌است. زبان مردم این روستا ترکی آذربایجانی است.